# Marnay (Haute-Saône)
Pour les articles homonymes, voir Marnay.
Marnay est une commune française située dans le département de la Haute-Saône, la région culturelle et historique de Franche-Comté et la région administrative Bourgogne-Franche-Comté.
À l'origine, la cité est localisée en terres du Saint-Empire romain germanique (jusqu'au traité de 1678).
Elle bénéficie du label Cité de Caractère de Bourgogne-Franche-Comté et est typiquement franc-comtoise.

## Géographie
À une vingtaine de kilomètres de Besançon, à la limite du Doubs et de la Haute-Saône, Marnay, est située dans la basse vallée de l'Ognon, un affluent du Doubs qui traverse la commune. Le canton de Marnay est l'un des dix-sept nouveaux cantons de la Haute-Saône, il s'est agrandi des territoires des deux anciens cantons de Gy et de Pesmes.

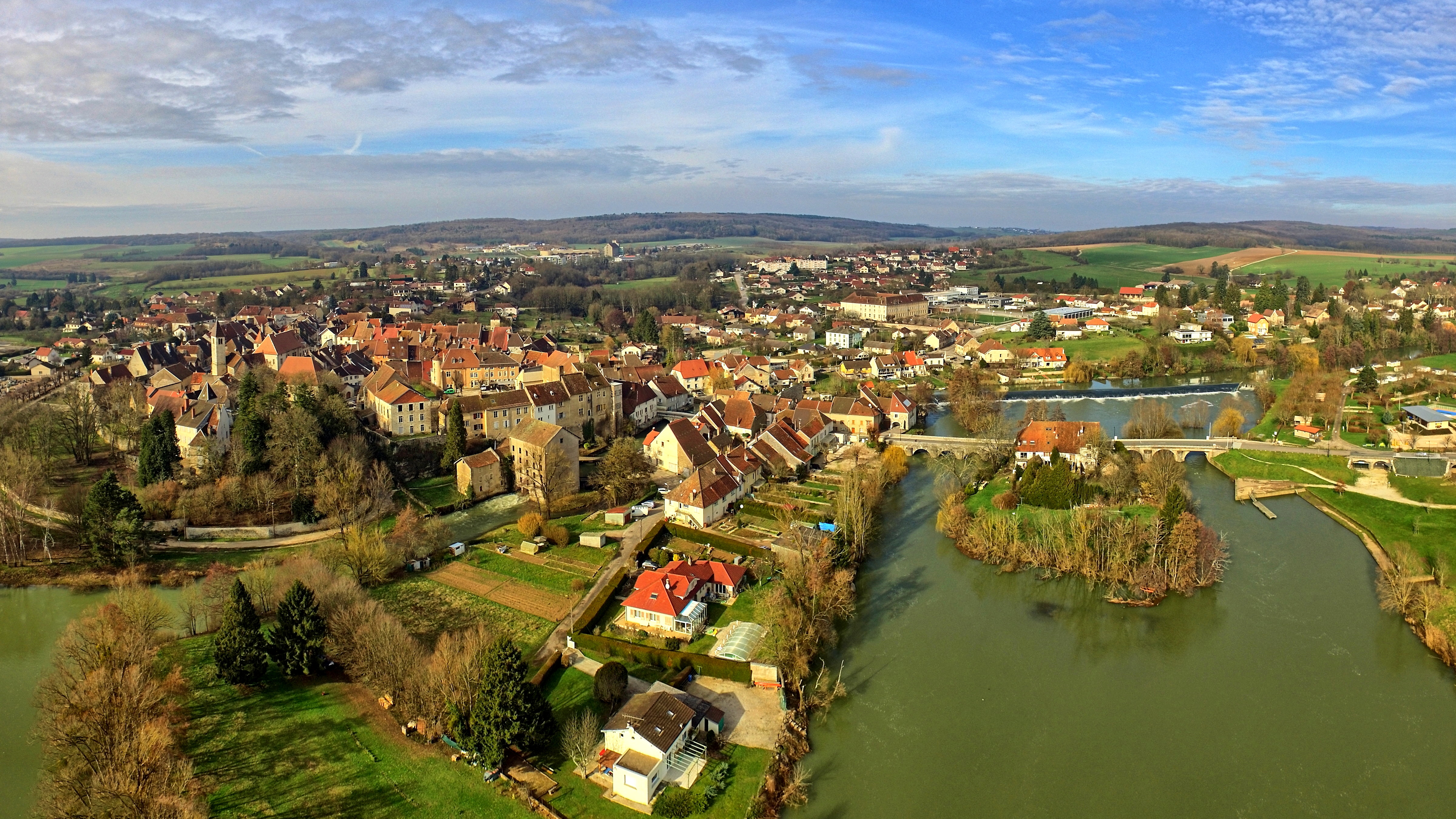
Panorama sur la ville et ses ponts sur l'Ognon

.

### Climat
Pour des articles plus généraux, voir Climat de la Bourgogne-Franche-Comté et Climat de la Haute-Saône.
En 2010, le climat de la commune est de type climat des marges montagnardes, selon une étude du Centre national de la recherche scientifique s'appuyant sur une série de données couvrant la période 1971-2000. En 2020, Météo-France publie une typologie des climats de la France métropolitaine dans laquelle la commune est exposée à un climat semi-continental et est dans une zone de transition entre les régions climatiques « Lorraine, plateau de Langres, Morvan » et « Jura ».
Pour la période 1971-2000, la température annuelle moyenne est de 10,6 °C, avec une amplitude thermique annuelle de 17,7 °C. Le cumul annuel moyen de précipitations est de 993 mm, avec 12,6 jours de précipitations en janvier et 9,2 jours en juillet. Pour la période 1991-2020, la température moyenne annuelle observée sur la station météorologique de Météo-France la plus proche, « Cugney », sur la commune de Cugney à 9 km à vol d'oiseau, est de 11,2 °C et le cumul annuel moyen de précipitations est de 958,2 mm. 
La température maximale relevée sur cette station est de 40 °C, atteinte le 31 juillet 2020 ; la température minimale est de −17 °C, atteinte le 20 décembre 2009,,.
Les paramètres climatiques de la commune ont été estimés pour le milieu du siècle (2041-2070) selon différents scénarios d'émission de gaz à effet de serre à partir des nouvelles projections climatiques de référence DRIAS-2020. Ils sont consultables sur un site dédié publié par Météo-France en novembre 2022.

## Urbanisme

### Typologie
Au 1er janvier 2024, Marnay est catégorisée bourg rural, selon la nouvelle grille communale de densité à sept niveaux définie par l'Insee en 2022. Elle est située hors unité urbaine. Par ailleurs la commune fait partie de l'aire d'attraction de Besançon, dont elle est une commune de la couronne,. Cette aire, qui regroupe 310 communes, est catégorisée dans les aires de 200 000 à moins de 700 000 habitants,.

### Occupation des sols
L'occupation des sols de la commune, telle qu'elle ressort de la base de données européenne d’occupation biophysique des sols Corine Land Cover (CLC), est marquée par l'importance des territoires agricoles (57,7 % en 2018), en diminution par rapport à 1990 (63,3 %). La répartition détaillée en 2018 est la suivante : 
forêts (22,2 %), terres arables (21,4 %), zones agricoles hétérogènes (18,8 %), prairies (17,6 %), zones urbanisées (12,2 %), zones industrielles ou commerciales et réseaux de communication (4,2 %), eaux continentales (3,7 %). L'évolution de l’occupation des sols de la commune et de ses infrastructures peut être observée sur les différentes représentations cartographiques du territoire : la carte de Cassini (XVIIIe siècle), la carte d'état-major (1820-1866) et les cartes ou photos aériennes de l'IGN pour la période actuelle (1950 à aujourd'hui).

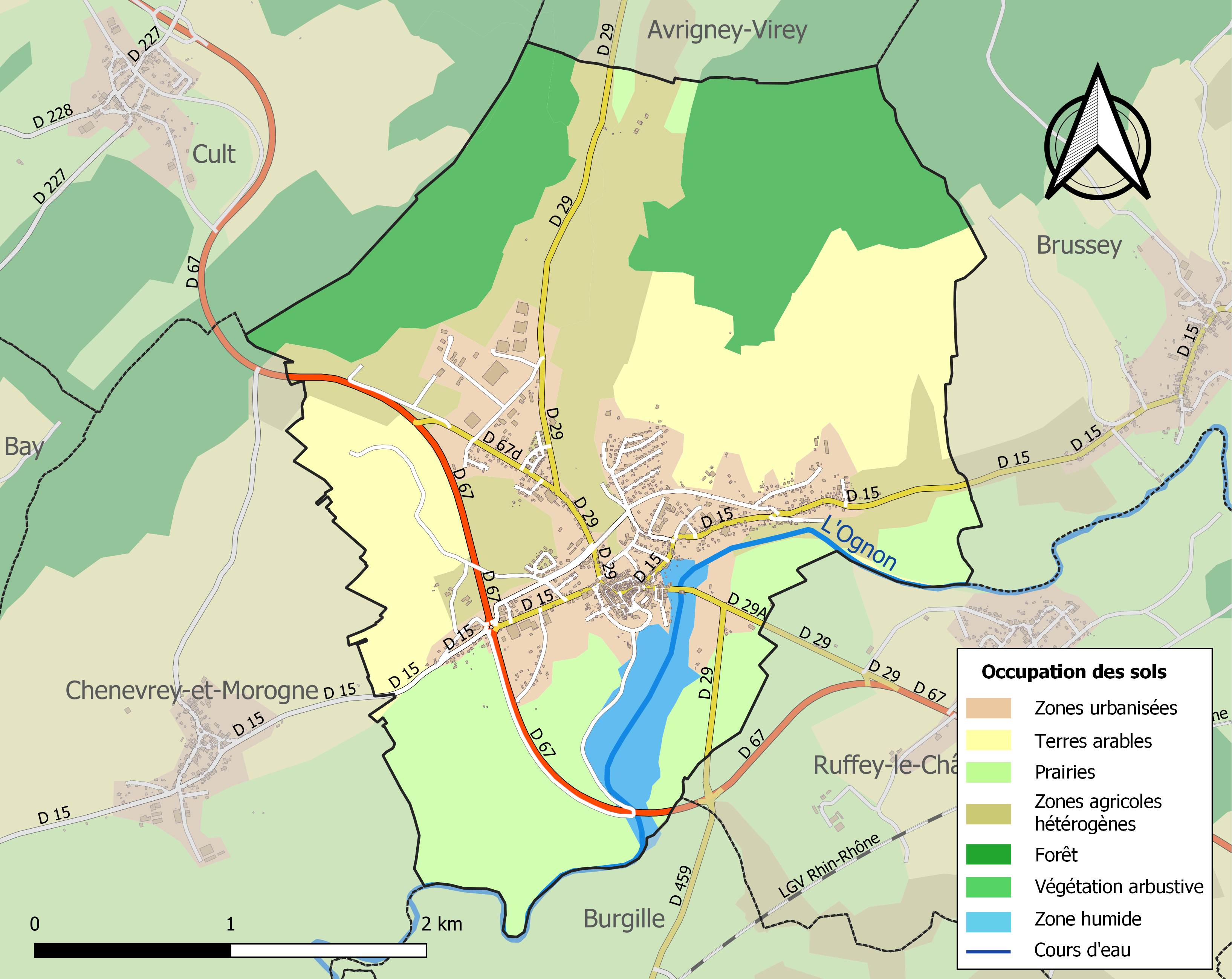
Carte des infrastructures et de l'occupation des sols de la commune en 2018 (CLC).

## Toponymie
Comme l'écrivait Xavier Marmier « Sur les confins de la Suisse, il existe une contrée riante et pittoresque, riche en souvenir, féconde en grands et beaux tableaux, une contrée qui a son histoire à elle, ses traditions et son caractère poétique. cette contrée s'appelle la Franche-Comté. »
L’étymologie de Marnay est « Marne » et « Nay » (cavité) qui veut dire « marnière ». Marnay est écrit Marnai et Mernay dans quelques titres du XIIIe siècle.
Le nom de la commune est attesté Marnay en 1237, Mernay en 1239 et Marnai en 1241. Il est issu du nom de personne latin Marinus accompagné du suffixe -.acum.

## Histoire
Au XIe siècle, Marnay appartient à la comté de Bourgogne, fief impérial germanique, issu, à la mort de Charlemagne, du démembrement du traité de Verdun (en 843) qui sépare la Bourgogne franque (devenue la région de Bourgogne) et la Bourgogne impériale (dont le nord deviendra la région de Franche-Comté), qui avait été léguée en 1032, par  Rodolphe III de Bourgogne, dernier successeur de Lothaire Ier, à son neveu, l'empereur germanique.

### Hommage et fief de laseigneuriede Marnay
En 1210, Marnay appartenait à la famille de Chalon, branche cadette des comtes de Bourgogne. Étienne II d'Auxonne, comte de Chalon avait donné à sa fille Béatrice d'Auxonne la seigneurie de Marnay. En 1215, Béatrice l'apporta en dot à son époux, Simon de Joinville, puis, en 1250, remit Marnay à son fils Simon II de Joinville, lequel donna hommage à Jean Ier de Chalon « pour Marnay le chatel ».
En 1289, Pierre de Joinville, fils de Simon II, reconnut qu'il était homme lige de Jean de Chalon et tenait de lui en fief le château et le bourg de Marnay.
En 1303, lors du partage des fiefs à la mort du comte de Bourgogne (Othon IV de Bourgogne, fils de Hugues de Chalon), la vassalité de Marnay fut reconnue à sa veuve (Mahaut d'Artois) et non à son gendre (le roi de France Philippe V le Long). Le bourg et le château sont de la souveraineté du comte de Bourgogne, appartenant en fief aux Chalon, qui tiennent dans leur vassalité les seigneurs de Marnay (les Joinville).
En 1339, Hugues de Joinville épousa Jeanne de Montbéliard, fille d'Henri de Montfaucon et d'Agnès de Montbéliard. Hugues de Chalon mentionnait alors le droit de réachat perpétuel de Marnay appartenant aux Chalon qu'ils ne purent ou ne jugèrent pas bon d'exercer.
En 1397, Étienne de Montbéliard légua Marnay à sa petite-fille Agnès, femme de Thiébaud VIII de Neuchâtel.
En 1512, la seigneurie de Marnay fut acquise par Laurent de Gorrovod, comte de Pont-de-Vaux, aux Neuchâtel et fit reprise de fief à Philibert de Chalon. Son neveu prêta hommage de sa terre de Marnay à l'empereur du saint Empire romain germanique Charles Quint.
En 1600, La baronnie de Marnay fut érigée en marquisat pour Charles-Emmanuel de Gorrovod, par lettres patentes de l'archiduc Albert d'Autriche, enregistrées à la Chambre des comtes de Dole, le 24 octobre 1602.
En 1712, le marquisat de Marnay fut pris en possession par Louis Benigne de Bauffremont par substitution par un arrêt du Parlement de Paris et qui resta dans la maison de Bauffremont.

### Lettres de Bourgeoisie de Marnay

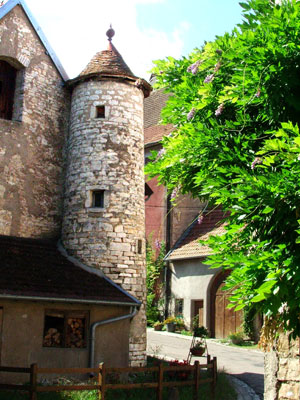
Maisons bourgeoises rue des Tisserands (Gambetta) - Marnay.

Au XIVe siècle, la cité reçut un éclat particulier car  la bourgeoisie de Marnay était renommée par ses artisans et son commerce. Une classe bourgeoise a émergé quand les habitants de Marnay devinrent nettement plus riches que ceux de la campagne.
La comtesse de la Franche-Comté Jeanne II de Bourgogne, devenue reine du roi de France Philippe V le Long, fit venir de Paris dès 1318 des  tisserands pour y faire prospérer une nouvelle bourgeoisie. Dès le XIVe siècle, il est établi que Marnay possède (comme une autre cité du saint Empire : Montjoie) une halle aux draps et attire les marchands à ses foires périodiques.
En longeant la rue Gambetta (anciennement rue des Tisserands), on peut encore y admirer les anciennes maisons bourgeoises, la «maison à tour», témoins d’une activité jadis prospère.
Les bourgeois de Marnay avaient reçu dès le 14 juin 1354 une charte d'affranchissement, leur conférant sécurité et abondance de biens et la bourgeoisie était reconnue comme telle par les empereurs du Saint Empire romain germanique.
La charte d'affranchissement, octroyée aux habitants leur permit de s'administrer eux-mêmes et d'édifier des remparts. Le bourg de Marnay s'entoura donc d'une double ceinture de murailles entre lesquelles furent aménagés des jardins individuels (encore visibles de nos jours).
Le droit de bourgeoisie à Marnay était ainsi réglé : « quiconque aura maison et tiendra feu dans le bourg sera bourgeois ». Le droit de bourgeoisie créé par cette charte s’est perpétué à Marnay jusqu’à la Révolution.
En 1787, nous trouvons encore une requête présentée aux officiers du conseil pour être admis au nombre des Bourgeois de Marnay. Le 2 décembre 1787 le Conseil l’agrée et donne pouvoir à l’échevin officier du Conseil de passer devant notaire les « Lettres de Bourgeoisie » de Marnay en faveur du demandeur.
Marnay devient une commune, au sens actuel du terme, lors de la Révolution française. Elle intègre entre 1795 et 1800 celle de Marnay-la-Ville.

## Politique et administration

Carte départementale représentant en rouge les communes de la communauté de communes du Val marnaysien de la Haute-Saône et en marron celles du Doubs.

### Rattachements administratifs et électoraux
La commune fait partie de l'arrondissement de Vesoul du département de la Haute-Saône, en région Bourgogne-Franche-Comté. Pour l'élection des députés, elle dépend de la première circonscription de la Haute-Saône.
Elle était depuis 1826 le chef-lieu du canton de Marnay. La composition de ce canton a été modifiée dans le cadre du redécoupage cantonal de 2014 en France, et la commune en est désormais le bureau centralisateur.

### Intercommunalité
La commune faisait partie de la communauté de communes de la vallée de l'Ognon créée le 19 décembre 2002. Celle-ci a fusionné avec d'autres pour former, le 1er janvier 2014 la communauté de communes du val marnaysien, dont la commune est désormais membre.

### Liste des maires
| Période                                  | Période  | Identité                   | Étiquette | Qualité                                                                           |
| ---------------------------------------- | -------- | -------------------------- | --------- | --------------------------------------------------------------------------------- |
| Les données manquantes sont à compléter. |          |                            |           |                                                                                   |
| 1811                                     | 1815     | Simon Hubert Maire Lemaire |           | Général de la Révolution et de l'Empire                                           |
| ?                                        | ?        | Jean-Baptiste Brusset      | Gauche    | Notaire, Sénateur (1881-1896), conseiller général du canton de Marnay (1875-1896) |
| 1951                                     | 1958     | Fernand Perrot-Migeon      | Rad.      | Sénateur (1952-1958), conseiller général du canton de Marnay (1951-1958)          |
| 1958                                     | 1971     | Marcel Chapuis             |           |                                                                                   |
| 1971                                     | 2001     | Michel Bailly              | DVD       | Chef d'entreprise                                                                 |
| 2001                                     | En cours | Vincent Ballot             | REM       | Gérant de société,                                                                |

## Population et société

### Démographie
L'évolution du nombre d'habitants est connue à travers les recensements de la population effectués dans la commune depuis 1793. Pour les communes de moins de 10 000 habitants, une enquête de recensement portant sur toute la population est réalisée tous les cinq ans, les populations de référence des années intermédiaires étant quant à elles estimées par interpolation ou extrapolation. Pour la commune, le premier recensement exhaustif entrant dans le cadre du nouveau dispositif a été réalisé en 2005.

En 2022, la commune comptait 1 527 habitants, en évolution de +2,83 % par rapport à 2016 (Haute-Saône : −1,4 %, France hors Mayotte : +2,11 %).
| 1793  | 1800  | 1806  | 1821  | 1831  | 1836  | 1841  | 1846  | 1851  |
| ----- | ----- | ----- | ----- | ----- | ----- | ----- | ----- | ----- |
| 1 000 | 1 182 | 1 169 | 1 124 | 1 125 | 1 166 | 1 282 | 1 072 | 1 295 |

| 1856  | 1861  | 1866  | 1872  | 1876  | 1881 | 1886 | 1891 | 1896 |
| ----- | ----- | ----- | ----- | ----- | ---- | ---- | ---- | ---- |
| 1 212 | 1 271 | 1 209 | 1 114 | 1 144 | 999  | 952  | 879  | 862  |

| 1901 | 1906 | 1911 | 1921 | 1926 | 1931 | 1936 | 1946 | 1954 |
| ---- | ---- | ---- | ---- | ---- | ---- | ---- | ---- | ---- |
| 846  | 825  | 808  | 809  | 776  | 807  | 853  | 831  | 864  |

| 1962 | 1968  | 1975  | 1982  | 1990  | 1999  | 2005  | 2006  | 2010  |
| ---- | ----- | ----- | ----- | ----- | ----- | ----- | ----- | ----- |
| 869  | 1 026 | 1 073 | 1 175 | 1 201 | 1 287 | 1 415 | 1 427 | 1 380 |

| 2015  | 2020  | 2022  | - | - | - | - | - | - |
| ----- | ----- | ----- | - | - | - | - | - | - |
| 1 464 | 1 522 | 1 527 | - | - | - | - | - | - |

### Sports
- Handball Club Marnaysien ;

- Étoile Sportive Marnaysienne (football) ;
- Judo Club ;
- Tennis Club Marnaysien ;
- Moto Club Marnaysien ;
- Foyer Club (danse) ;
- La Gaule Marnaysienne (pétanque).

## Économie
La commune dispose, en 2016, de deux hôtels d'entreprise. Le second, implanté en 2016 dans la zone artisanale des Plantes, comprend quatre locaux destinés à accueillir des entreprises pour une durée maximale de 5 ans,. Elle accueille également un des sites de production de la marque Velux, qui emploie en 2016 environ 90 salariés.
En 2023, Marnay compte environ 850 emplois.

### Entreprises
| Nom                       | Effectif | Activité                                                                               |
| ------------------------- | -------- | -------------------------------------------------------------------------------------- |
| Kh-Sk France (Velux)      | 90       | Fabrication de pièces techniques à base de matières plastiques                         |
| Transports Michel Loriot  | 49       | Transports routiers de marchandises                                                    |
| Intermarché               | 48       | Supermarché                                                                            |
| Sarstedt SA               | 31       | Fabrication de pièces techniques pour le secteur médical à base de matières plastiques |
| Sodecal                   | 23       | Activités de pré-presse                                                                |
| Eco.dechets Environnement | 20       | Enlèvement et traitement des ordures ménagères                                         |

### Manifestations culturelles et festivités
Le festival « Bière Ki Cool », dont la cinquième édition aura le samedi 15 septembre 2018, est dédiée au rock et à la bière artisanale.
Le "festi'mômes", manifestation culturelle et ludique, créée en 2003, s’adresse aux enfants âgés de 3 à 13 ans.
Cet évènement s’inscrit comme un rendez-vous incontournable de la fin de l’été à Marnay et sa région.
Le moto-cross nocturne en juin et le Téléthon en novembre s'inscrivent dans le calendrier des manifestations annuelles de la Commune.

"La Festivale" fameuse fête de la Musique du 21 juin fait partie des manifestations annuelles importantes de Marnay.

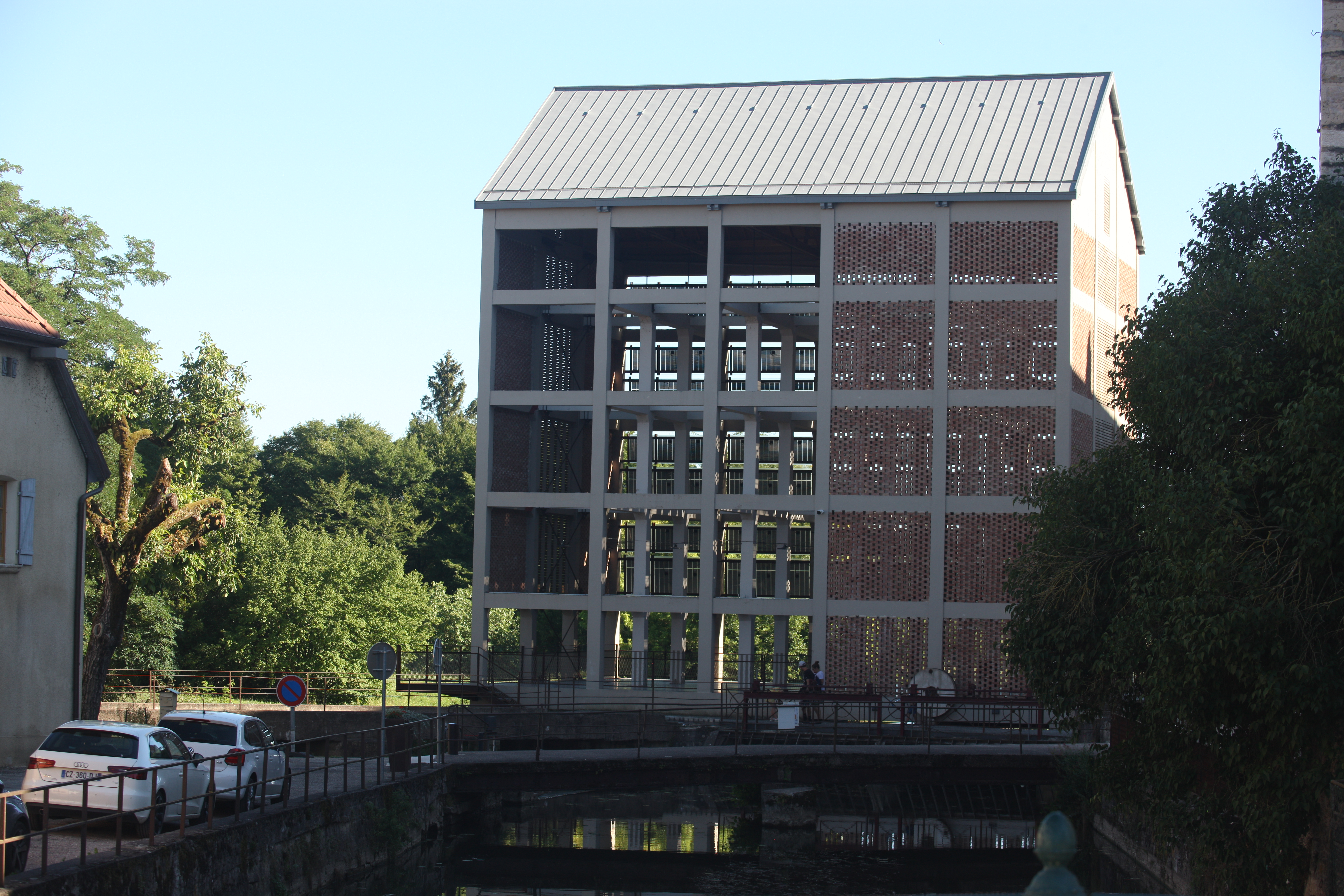
Un nouvel espace : le moulin rénové
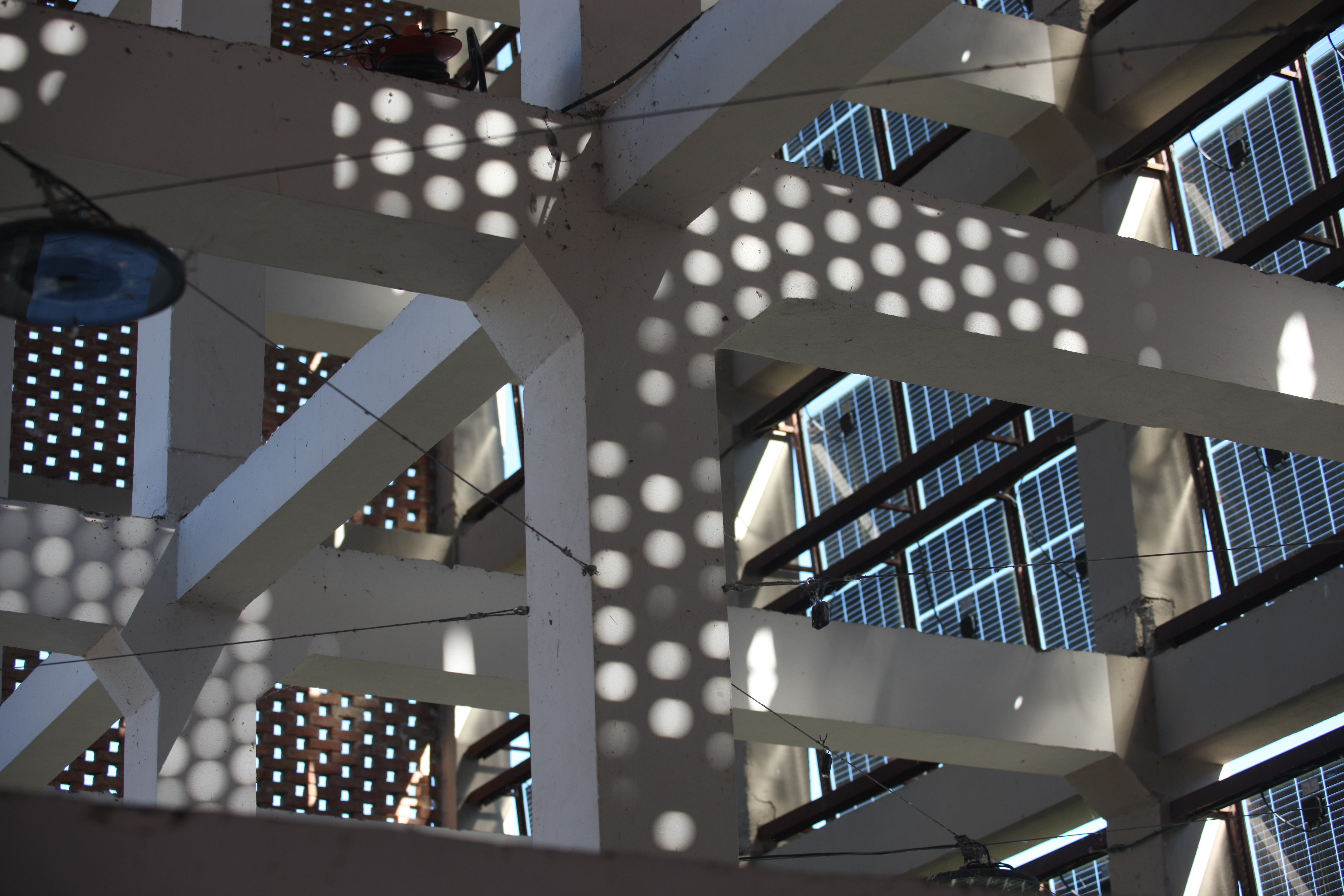
Charpente béton et panneaux solaire

## Culture locale et patrimoine
- Château de Marnay : L'ancien château féodal du XIIIe siècle domine l'Ognon, affluent de la Saône. La porte du pont-levis et la cour ont été conservées, comme le bel escalier en viorbe hélicoïdal, construit dans la tour ronde aux fenêtres à meneaux et accolades[31]. À voir notamment : tour, escalier en vis, élévation, conciergerie, archives.

- L'église Saint-Symphorien de Marnay, comportant une pietà de la Renaissance, quelques beaux tableaux et plusieurs statues du XVe siècle[32], un chemin de croix en terre cuite émaillée[33].
- Hôtel Terrier de Santans, qui abrite la mairie, a été construit au XVIe siècle par la famille Terrier de Santans. Il présente une façade à deux niveaux, percée de fenêtres à meneaux de la renaissance, et encadrée de deux avant-corps[34].

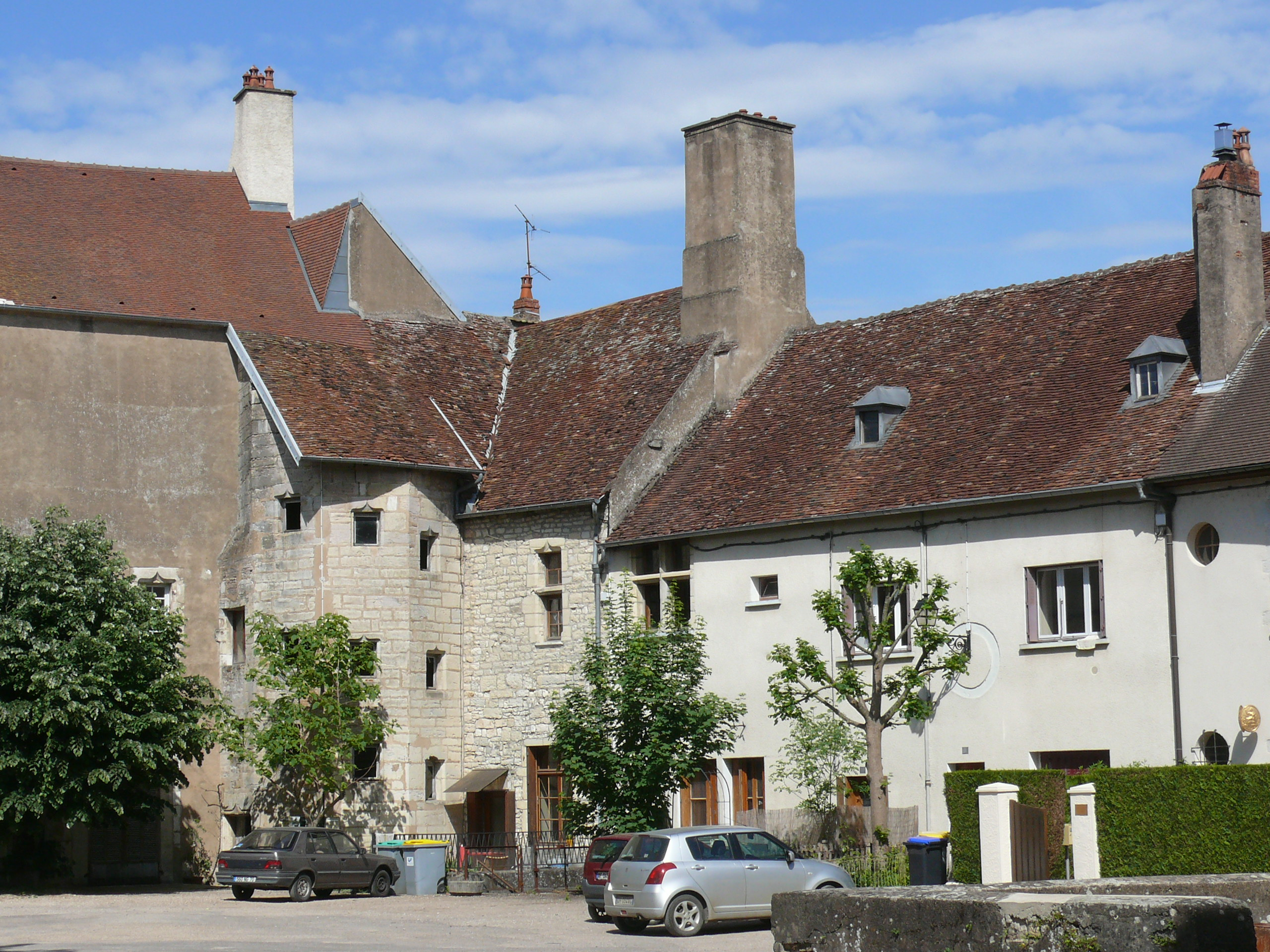
Château de Marnay.
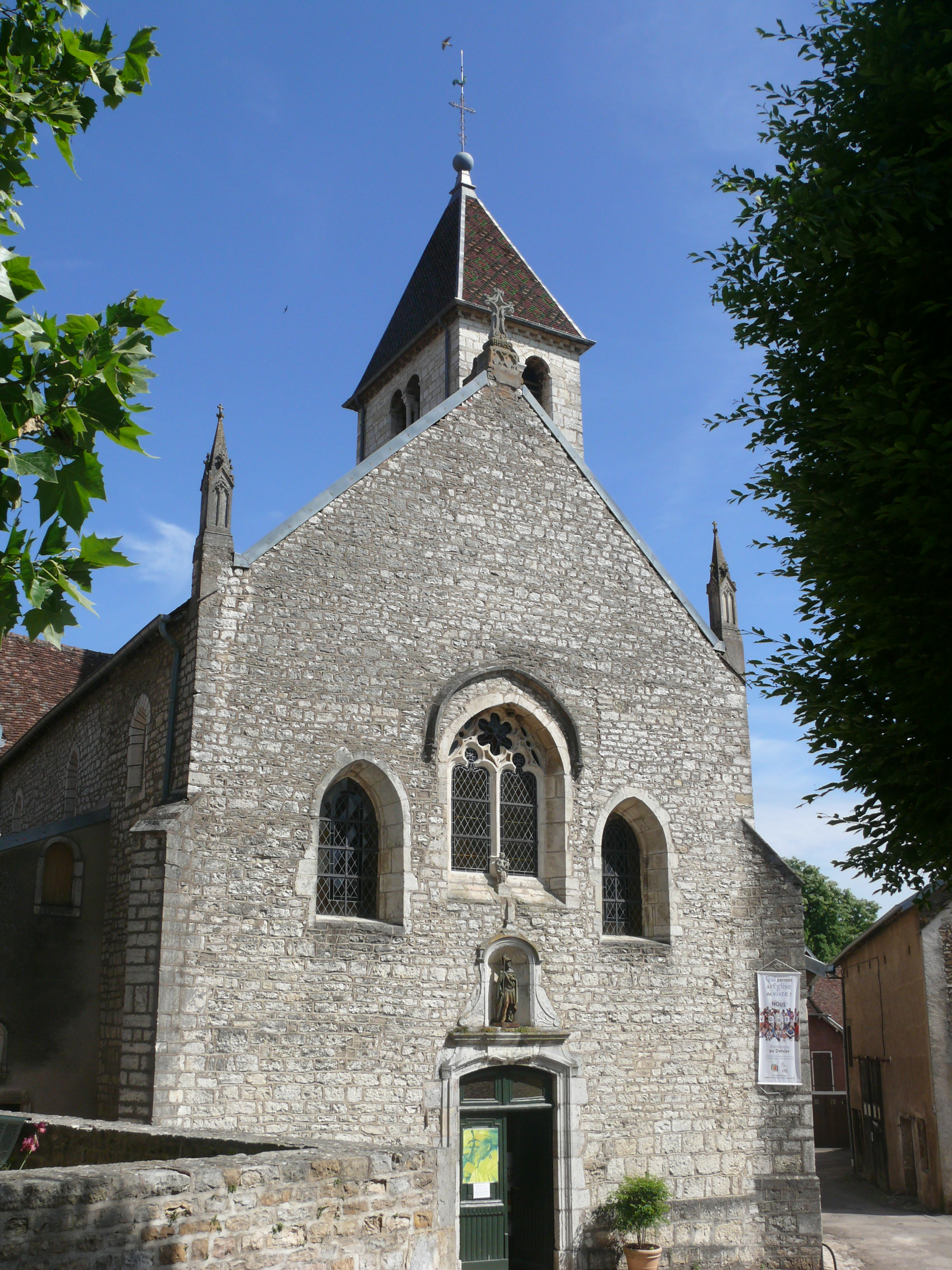
Église Saint-Symphorien.
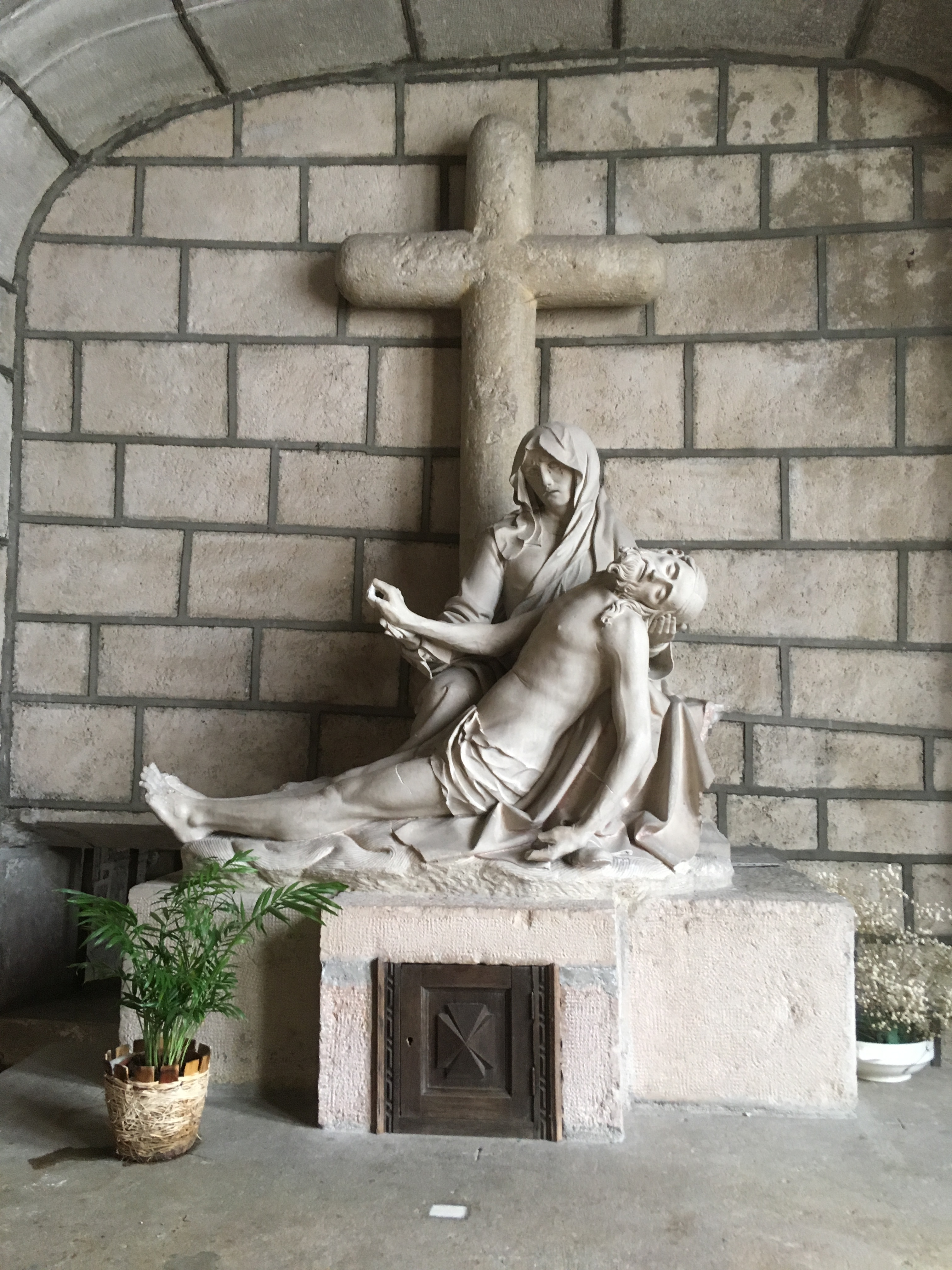
Pieta de la Renaissance en l'église Saint-Symphorien.
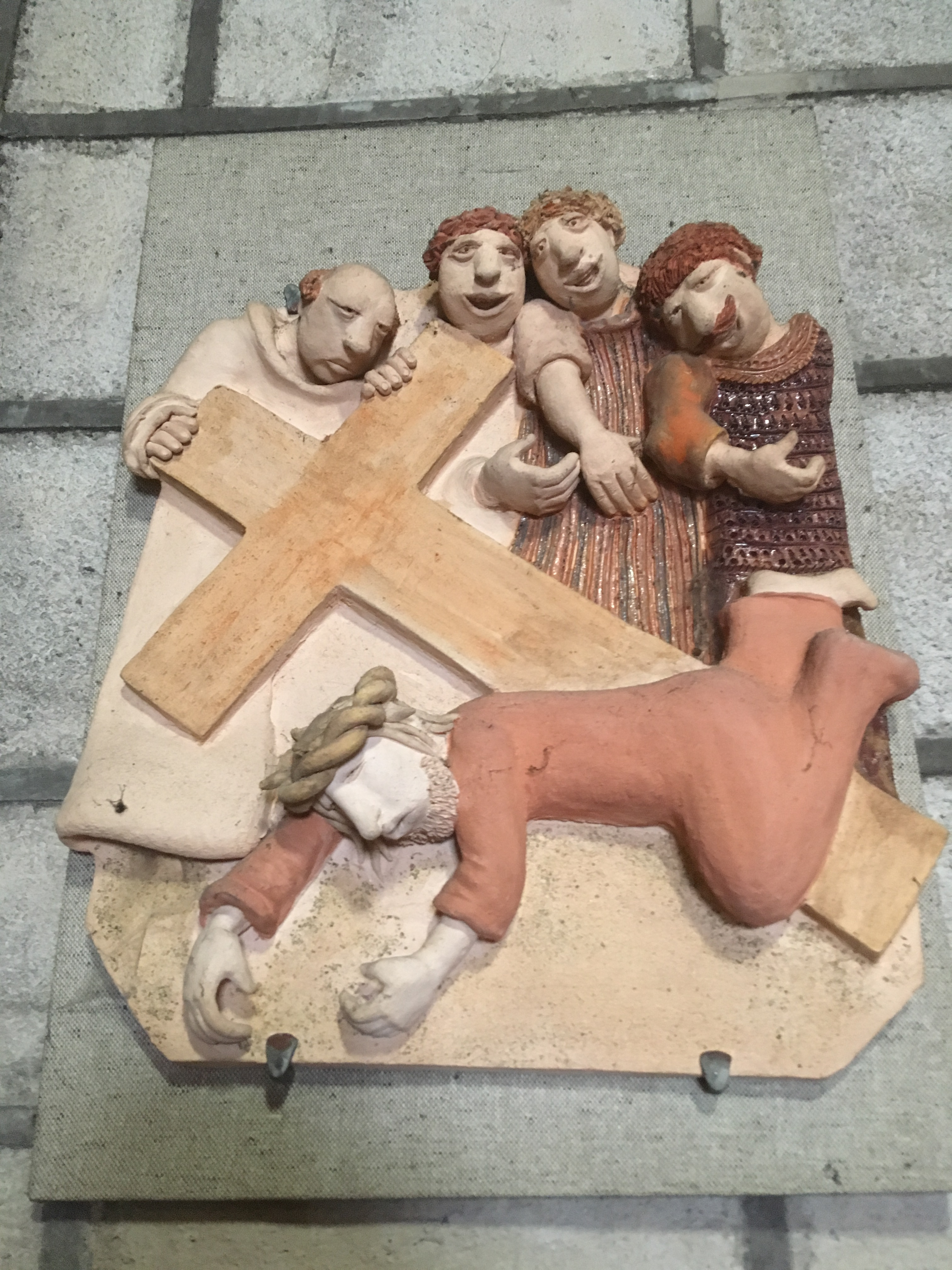
Une station du chemin de croix réalisé par Christiane Robichon de la Guerinière
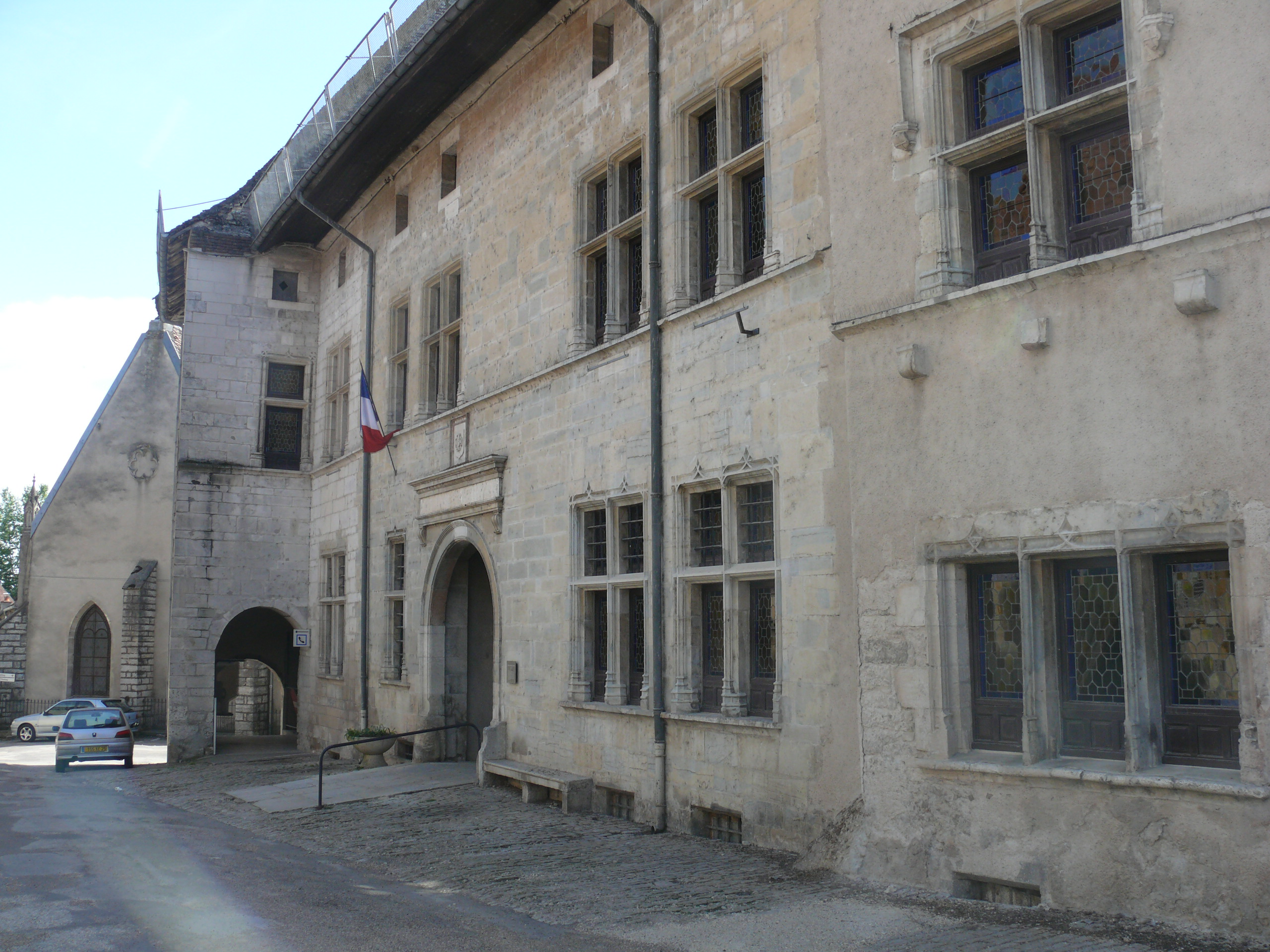
Hôtel Terrier de Santans

- Le couvent des Carmes construit à la fin du XVIIe siècle qui abrite le pôle scolaire et culturel de Marnay.
- L'Hôtel-Dieu, utilisé comme espace d'exposition[35]
- Plusieurs maisons à tourelles, des XVe et XVIe siècles, ainsi que de belles maisons bourgeoises de  tisserands et de vignerons des XVIIIe et XIXe siècles (rues Bizot et Gambetta, anciennement rue des Tisserands).
- Les ruelles ou trajes, ruelles traditionnelles percées entre les maisons.
- Le lavoir couvert sur le ruisseau de la fontaine de Douis.
- Les ponts sur l'Ognon[36].
- Le plan d'eau de vingt hectares parsemé d'îles riches en faune et flore (balades, pêche, pratique du canoë).
- Le chemin de Saint-Jacques-de-Compostelle traverse la cité de Marnay.

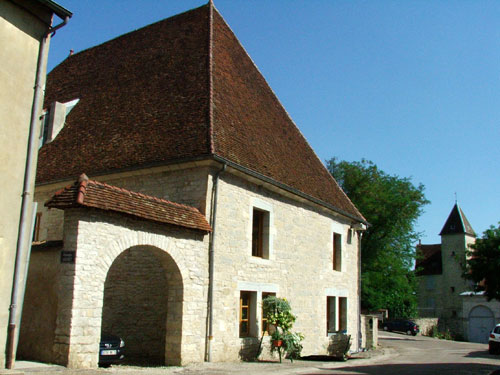
Maison rue Carnot.
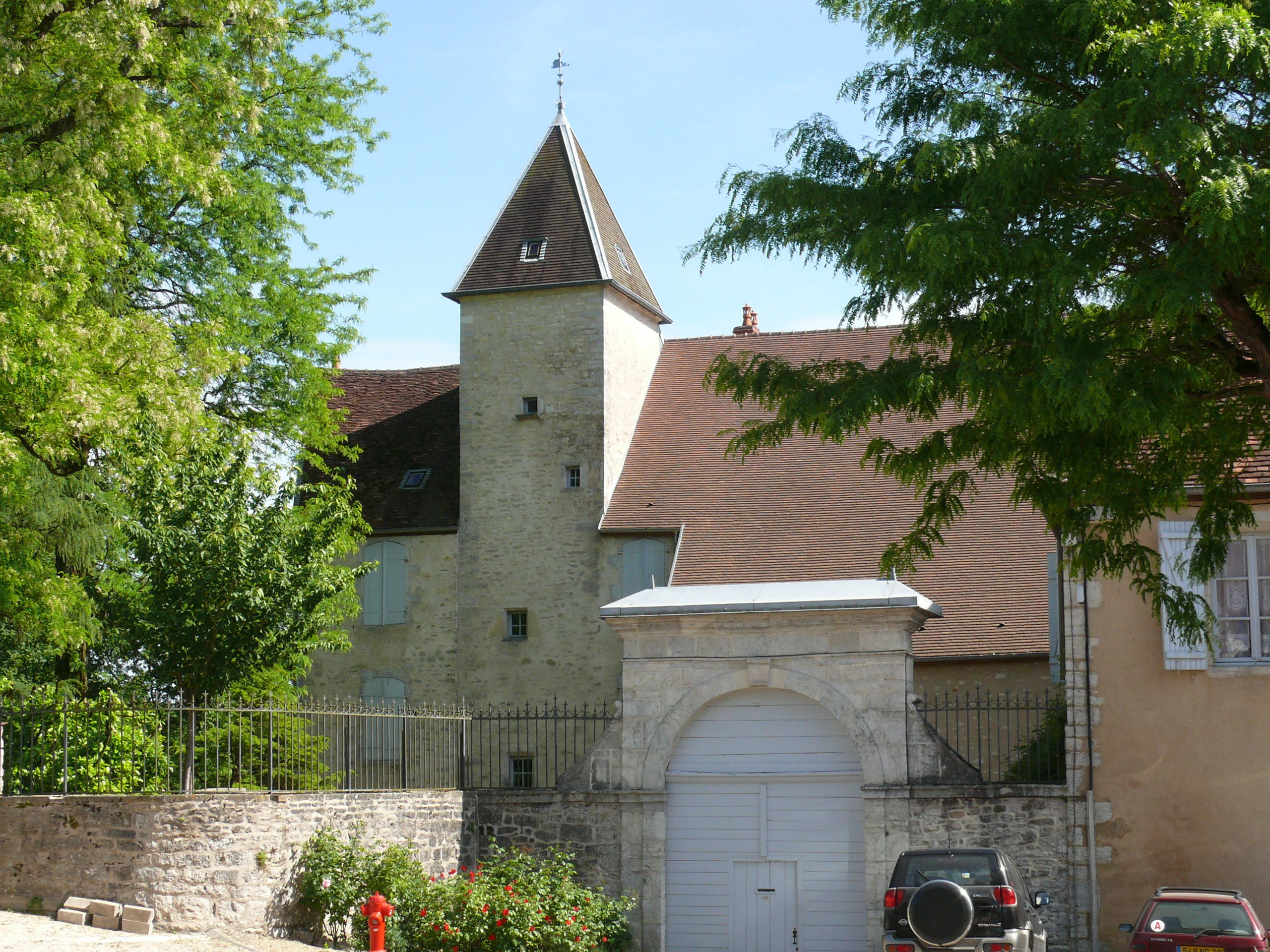
Ancienne maison.
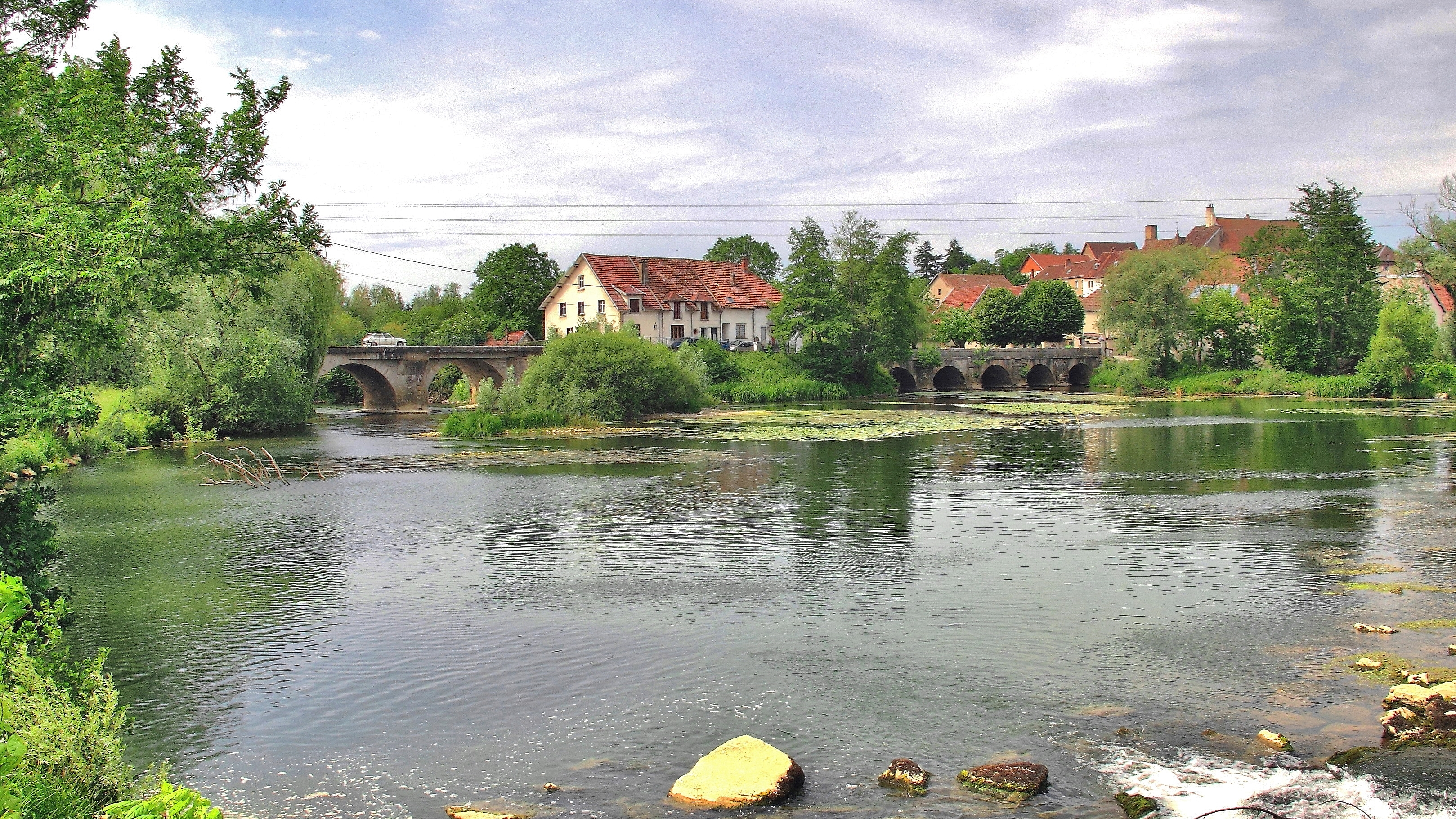
Les deux ponts sur l'Ognon.
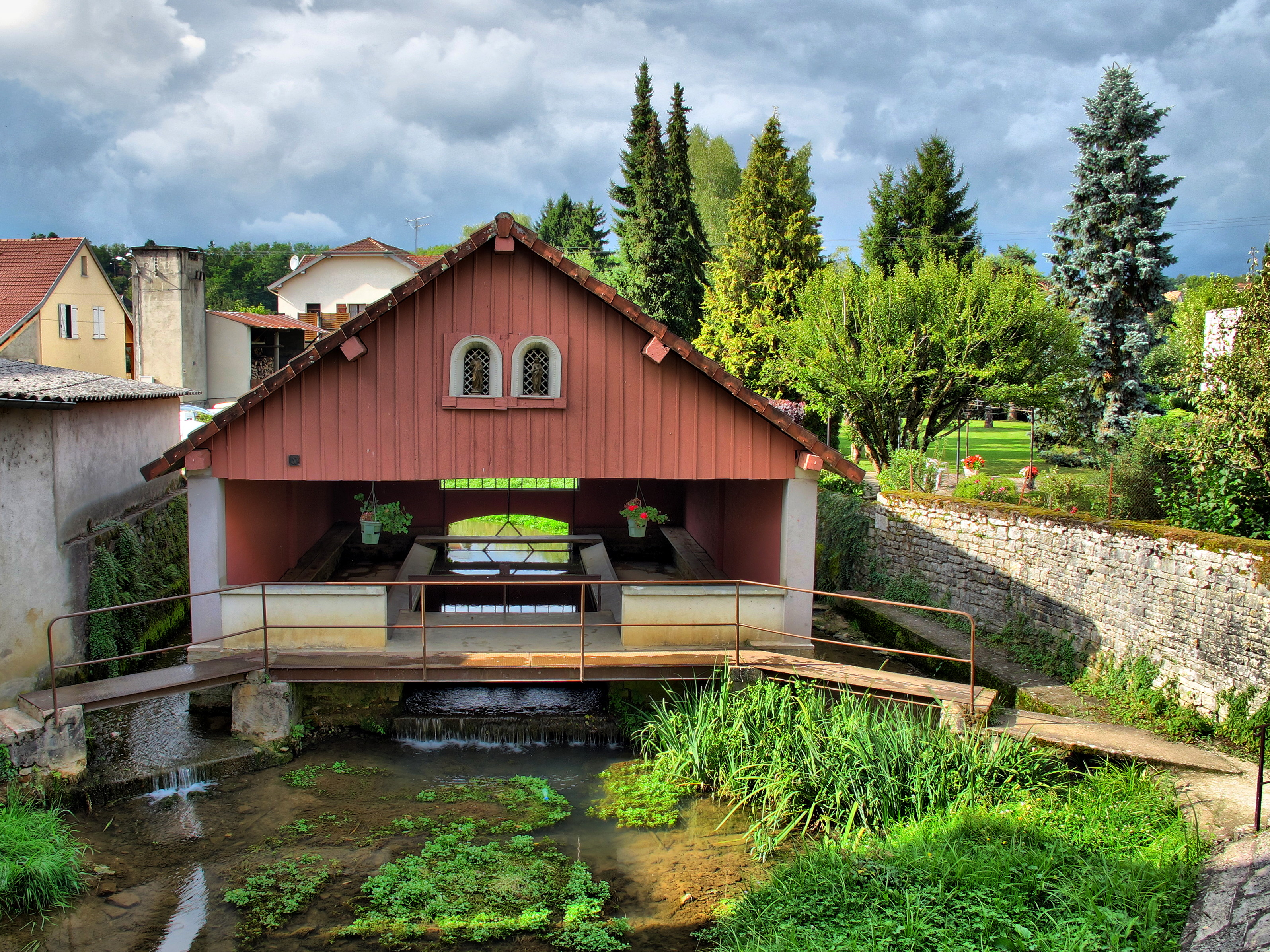
Lavoir couvert.
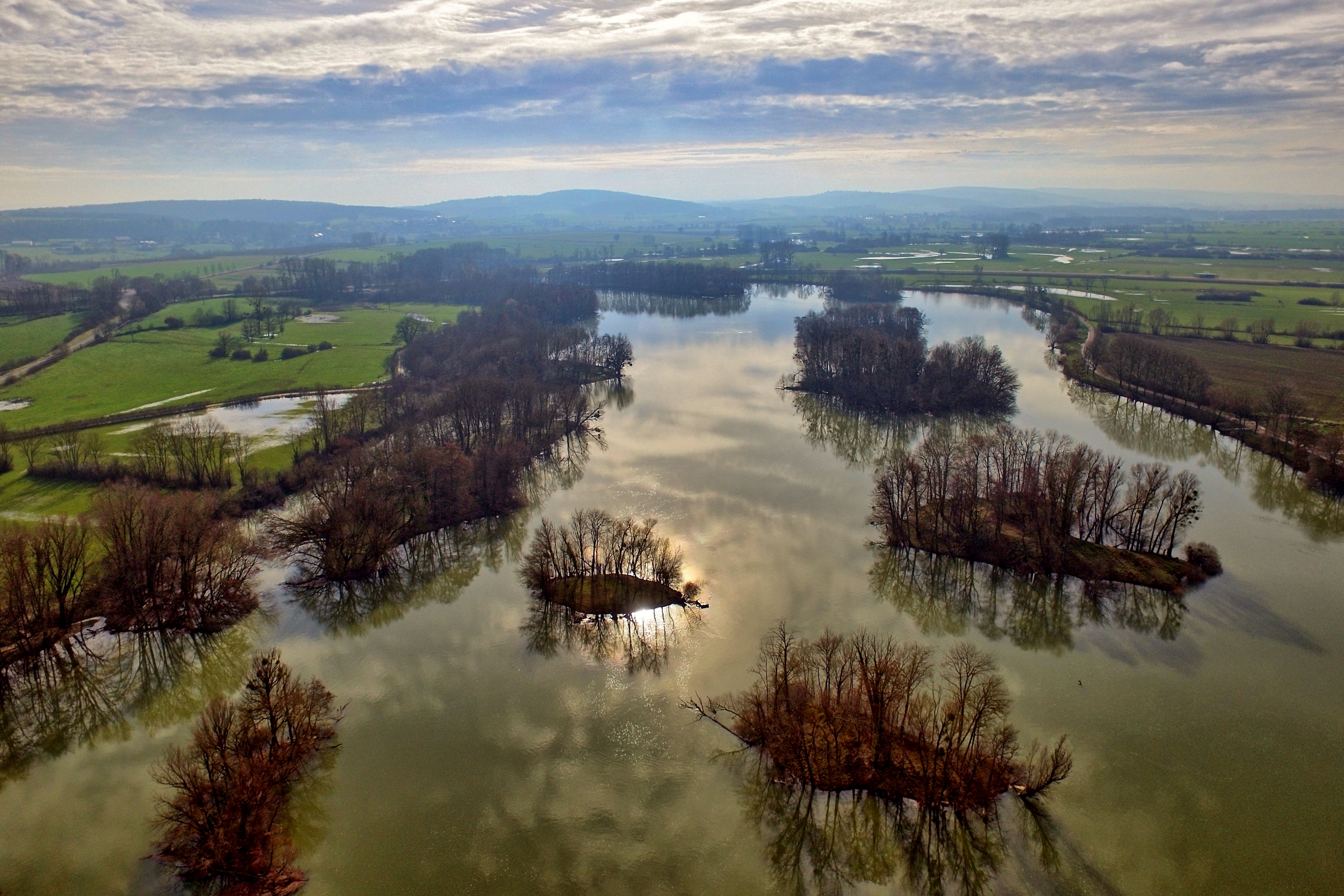
Plan d'eau et ses îles.

### Personnalités liées à la commune
- Emmanuel Ballyet (1702-1773) : religieux carme, ordonné prêtre en 1726, consacré évêque de Babylone en 1743, consul de France ; né à Marnay le 18 novembre 1702[37],[38] ;
- Jean-Baptiste Brusset : maire de Marnay puis sénateur de la Haute-Saône. Il participa à la réalisation de la ligne des CFV Marnay-Gy inaugurée en 1897. mort à Marnay le 28 août 1896 ;
- Régis Carisey, né à Marnay le 28 mars 1962, écrivain et encyclopédiste gastronomique[39]
- Georges Gardet (1863-1939) : sculpteur animalier, médaille d'honneur du Salon des Arts de 1898, chevalier de la Légion d'honneur en 1896, officier de la Légion d'honneur en 1900, membre de l'Institut en 1917. Œuvres : Combat de panthères au musée du Luxembourg, Lions du pont Alexandre-III, Chiens danois au château de Chantilly ;
- François Gauthier : écrivain et imprimeur originaire de Marnay, il exerça à Besançon vers 1700, auteur de Noëls livre écrit en patois bisontin ;
- Bernard Klotz : officier de marine ;
- Simon Hubert Maire, dit Lemaire : général de la Révolution et de l'Empire, maire de Marnay de 1811 à 1815, né à Besançon le 12 juillet 1755[40], membre de la Légion d'honneur, commandeur de l'Ordre, maréchal de camp chargé du commandement de l'artillerie à Walcheren puis commandant de l'artillerie à Dunkerque. Mort le 21 juin 1817 à Marnay[41].
- Léon Paget (1873-1952) : écrivain et membre de la Société d'agriculture, lettres, sciences et art de la Haute-Saône. Auteur de la Monographie du bourg de Marnay[42] ;

### Héraldique
Les armes de la commune se blasonnent ainsi :
|  | Blasonnement :de sable au soleil d’or. Devise : Je Luis Pour Tous. |